# Universitat de Luxemburg
La Universitat de Luxemburg (en alemany: Universität Luxemburg; en francès: Université du Luxembourg; en luxemburguès: Universitéit Lëtzebuerg) és la primera universitat a Luxemburg, fundada el 13 d'agost de 2003. Abans d'això, hi havia diverses institucions d'educació superior, com la cour universitaire o el IST que ofereixen un o dos anys d'estudis acadèmics. Els estudiants luxemburguesos havien d'anar a l'estranger per completar els seus estudis en una universitat (generalment a Bèlgica, França, Alemanya, Àustria o el Regne Unit). La nova universitat va fer possible que aquests estudiants poguessin completar els seus estudis al seu propi país, així com atreure l'interès acadèmic estranger a Luxemburg. El 2012 tenia uns 6.000 estudiants.